# コリンシアン・コーサルズFC
コリンシアン・コーサルズ・フットボールクラブ (英語: Corinthian-Casuals Football Club) は、キングストン・アポン・テムズ区・トルワースを本拠地とするイングランドのサッカークラブである。コリンシアン・カジュアルズとも表記される。2021-22シーズンはイスミアンリーグ・プレミアディヴィジョン（7部相当）に所属。

## 歴史
1882年、当時イングランド代表より強かったスコットランド代表に追いつくことを目的に結成された。1894年と1895年には、ウェールズ代表と戦ったイングランド代表メンバー全員がコリンシアンズから選ばれた。
スペインのレアル・マドリードの白いユニフォームや、1909年ブラジルに遠征した際、そのプレーに魅せられた人々が同名のチーム、SCコリンチャンス・パウリスタを創設するなど、海外のクラブにも少なくない影響を与えている。
スポーツに対する姿勢や貢献度が評価され、王室からコート・オブ・アームス (Coat of arms) の称号を得ている唯一のクラブである。
1938年4月に来日して全関東と親善試合を行った。
1939年に、コーサルズFC（1883年創設）が合併した事により現在の名称に。

## タイトル

### 国内タイトル
- ロンドン・スパルタンリーグ・シニアディヴィジョン：1回
  - 1985-86

### 国際タイトル
なし